# アッシュル・ベル・カラ
アッシュル・ベル・カラ（Ashur bel kala、在位:紀元前1074年 - 紀元前1056年）は中アッシリア王国時代のアッシリアの王である。アラム人の侵入のために混乱に陥った国内の統合に腐心した。
ティグラト・ピレセル1世の息子として生まれ、兄のアシャレド・アピル・エクルの後を継いでアッシリア王となった。即位するとすぐウラルトゥ地方へ遠征を行って勝利を収め多くの戦利品を得た。またその治世の多くをティグラト・ピレセル1世の時代に領内に侵入していたアラム人との戦いに費やした。彼の非常な努力と多くの勝利にもかかわらず、父王の時代に得た領土の統合は容易には行かず、アッシリア自体の政治混乱に終止符を打つことはできなかった。死後、息子のエリバ・アダド2世が次の王に即位した。